# Für die Vielen – Die Arbeiterkammer Wien
Für die Vielen – Die Arbeiterkammer Wien (englischer Festivaltitel For the Many – The Vienna Chamber of Labour) ist ein österreichischer Film in dokumentarischer Form unter der Regie von Constantin Wulff aus dem Jahr 2022. Der Film feierte am 11. Februar 2022 auf der Berlinale seine Weltpremiere in der Sektion Forum.

## Handlung
Die Arbeiterkammer, gesetzliche Vertretung der Arbeitnehmer in Österreich und Errungenschaft der Arbeiterbewegung, wird in der Zeit der Vorbereitung ihrer Hundertjahrfeier begleitet. Ein Einblick in die vielfältigen Aufgaben und Aktivitäten porträtiert die Institution an der Schnittstelle zwischen einer langen Vergangenheit und einer unsicheren Zukunft und lässt die Idee des Sozialstaats konkret werden.
Der Wandel der Aufgaben durch Globalisierung, Digitalisierung wird dokumentiert, auch die Herausforderungen durch die Covid-19-Pandemie werden thematisiert. Es werden Einblicke in die Beratungsgespräche zum Arbeitsrecht gewährt, in denen der niedrigschwellige Zugang zu dieser Institution und die engagierte Haltung der Beratenden deutlich werden. Teambesprechungen und kulturelle Veranstaltungen sowie eine Präsentation von wirtschaftswissenschaftlichen Analysen zur Vermögensverteilung zeigen die Vielfalt des Spektrums.

## Produktion

### Filmstab
Regie führte Constantin Wulff, von dem auch das Drehbuch stammt. Die Kameraführung lag in den Händen von Johannes Hammel und Michael Schindegger, für den Filmschnitt war Dieter Pichler zuständig.

### Produktion und Förderungen
Arbeitstitel war Public Value. Produziert wurde der Film von Johannes Rosenberger, Johannes Holzhausen und Constantin Wulff, die Produktionsfirma war navigatorfilm. Förderungen kamen unter anderem vom Österreichischen Filminstitut, vom ORF und vom Filmfonds Wien.

### Dreharbeiten und Veröffentlichung
Gedreht wurde im Direct-Cinema-Stil zwischen September 2019 und Oktober 2021 an 55 Drehtagen in Wien. Der Film feierte am 11. Februar 2022 auf der Berlinale seine Weltpremiere in der Sektion Forum. Der Kinostart in Österreich erfolgte am 23. September 2022. Der Vertrieb liegt in den Händen von Cercamon, Dubai.

## Auszeichnungen und Nominierungen
- 2022: Internationale Filmfestspiele Berlin
  - Nominierung für den Berlinale Dokumentarfilmpreis[7]

- 2022: Diagonale
  - Auszeichnung mit dem Diagonale-Preis für das beste Sounddesign Dokumentarfilm (Andreas Hamza)[8]
  - Auszeichnung mit dem Diagonale-Preis für die beste künstlerische Montage Dokumentarfilm (Dieter Pichler)[9]